# Кортес (Флорида)
Кортес (англ. Cortez) — статистически обособленная местность, расположенная в округе Манати (штат Флорида, США) с населением в 4491 человек по статистическим данным переписи 2000 года.

## География
По данным Бюро переписи населения США статистически обособленная местность Кортес имеет общую площадь в 13,21 квадратных километров, из которых 5,7 кв. километров занимает земля и 7,51 кв. километров — вода. Площадь водных ресурсов округа составляет 56,85 % от всей его площади.
Статистически обособленная местность Кортес расположена на высоте 1 м над уровнем моря.

## Демография
По данным переписи населения 2000 года в Кортесe проживало 4491 человек, 1468 семей, насчитывалось 2373 домашних хозяйств и 3308 жилых домов. Средняя плотность населения составляла около 339,97 человек на один квадратный километр. Расовый состав населённого пункта распределился следующим образом: 98,33 % белых, 0,16 % — чёрных или афроамериканцев, 0,20 % — коренных американцев, 0,53 % — азиатов, 0,62 % — представителей смешанных рас, 0,16 % — других народностей. Испаноговорящие составили 1,31 % от всех жителей статистически обособленной местности.
Из 2373 домашних хозяйств в 9,4 % воспитывали детей в возрасте до 18 лет, 56,1 % представляли собой совместно проживающие супружеские пары, в 3,4 % семей женщины проживали без мужей, 38,1 % не имели семей. 31,9 % от общего числа семей на момент переписи жили самостоятельно, при этом 20,8 % составили одинокие пожилые люди в возрасте 65 лет и старше. Средний размер домашнего хозяйства составил 1,89 человек, а средний размер семьи — 2,29 человек.
Население статистически обособленной местности по возрастному диапазону по данным переписи 2000 года распределилось следующим образом: 8,6 % — жители младше 18 лет, 2,4 % — между 18 и 24 годами, 13,8 % — от 25 до 44 лет, 30,7 % — от 45 до 64 лет и 44,6 % — в возрасте 65 лет и старше. Средний возраст жителей составил 62 года. На каждые 100 женщин в Кортесe приходилось 90,9 мужчин, при этом на каждые сто женщин 18 лет и старше приходилось 90,4 мужчин также старше 18 лет.
Средний доход на одно домашнее хозяйство статистически обособленной местности составил 36 577 долларов США, а средний доход на одну семью — 48 750 долларов. При этом мужчины имели средний доход в 32 188 долларов США в год против 26 735 долларов среднегодового дохода у женщин. Доход на душу населения статистически обособленной местности составил 36 577 долларов в год. 7,3 % от всего числа семей в населённом пункте и 9,4 % от всей численности населения находилось на момент переписи населения за чертой бедности, при этом 7,8 % из них были моложе 18 лет и 10,1 % — в возрасте 65 лет и старше.